# Flögen
Flögen är en sjö i Vetlanda kommun i Småland och ingår i Emåns huvudavrinningsområde. Sjön är 13,5 meter djup, har en yta på 1,82 kvadratkilometer, befinner sig 184 meter över havet och avvattnas av vattendraget Emån. Sjön är belägen vid byn Näsby, 7 kilometer nordväst om Vetlanda. Vid provfiske har bland annat abborre, braxen, gädda och gös fångats i sjön.
Sjön har ett bra gösfiske och på sommaren kan man få rikligt, främst vid bottenmete. Gösen planterades in 1894 på uppdrag av dåvarande ägaren till Hällinge säteri, godsägaren CW Fallenius. Godsägare Fallenius bedrev också i Flögen och andra närliggande sjöar ett omfattande fiskevårdsarbete tillsammans olika fiskevårdskonsulenter. Flögen bjuder i övrigt på varierande fiske, med framför allt stort bestånd av abborre. Flögen genomflyts av Emån och speciella skyddsregler gäller därför avseende sjön och omkringliggande natur.
Namnet skrivs 1688 Flögen lacus, men ingår förmodligen i gårdsnamnet Flishult (j Flidishult 1434), varför det antas att det i fornsvensk tid kan ha lytt Flidhir. Fli betyder i norska dialekter ännu "skiva". Betydelsen skulle då kunna vara Flatsjön eller liknande.

## Delavrinningsområde
Flögen ingår i delavrinningsområde (636784-145093) som SMHI kallar för Utloppet av Flögen. Delavrinningsområdets medelhöjd är 206 meter över havet och ytan är 15,21 kvadratkilometer. Räknas de 36 delavrinningsområdena uppströms in blir den ackumulerade arean 503,11 kvadratkilometer. Emån som avvattnar delavrinningsområdets har biflödesordning 2, vilket innebär vattnet flödar genom totalt 2 vattendrag innan det når havet efter 168 kilometer. Delavrinningsområdet består mestadels av skog (60 procent) och jordbruk (14 procent). Avrinningsområdet har 1,82 kvadratkilometer vattenytor vilket ger det en sjöprocent på 12 procent.

## Fisk
Vid provfiske har följande fisk fångats i sjön:
- Abborre
- Braxen
- Gädda
- Gös
- Mört
- Sarv
- Sutare